# Margherita Aldobrandeschi
Margherita Aldobrandeschi (Sovana, 1255 circa – ...) è stata una nobile italiana.

## Biografia

### L'infanzia e i primi matrimoni
Margherita era figlia di Ildebrandino Aldobrandeschi, conte di Sovana e Pitigliano, detto "il Rosso" per il carattere sanguigno e l'indomabile fede per il partito guelfo. Giovanissima venne data in moglie a Guido di Montfort, braccio destro di Carlo d'Angiò, conosciuto come uomo violento e crudele ed in seguito passato alla storia come l'autore dell'efferato delitto di Viterbo: per questo Dante, nella Commedia, lo condannò alla pena riservata ai violenti. Durante la guerra contro gli Aragonesi, Guido di Montfort venne catturato e rinchiuso nel carcere di Messina, da dove non sarebbe mai più uscito vivo, ma fece in tempo ad avere una figlia da Margherita, Anastasia di Montfort, andata in sposa a Romano Orsini nel 1293. Senza più notizie del marito, Margherita, spinta dal papa, sposò prima Loffredo Caetani, nipote di Bonifacio VIII, e poi il conte Nello Pannocchieschi, un potente cavaliere senese, braccio destro del marito a suo tempo. Nello Pannocchieschi era stato infeudato dal padre di Margherita e promosso capo della lega guelfa di Toscana da Guido di Montfort. Il matrimonio venne subito annullato da Papa Bonifacio VIII per bigamia, però in quel lasso di tempo Margherita ebbe un figlio illegittimo dal Pannocchieschi, Bindoccio, il quale fu affidato al padre subito dopo la nascita e morì poi a Massa Marittima annegato in un pozzo all'età di tredici anni per mano di sicari degli Orsini.

### Contessa di Sovana e Pitigliano
Con la morte del padre tutto il peso della contea ricadde sulle spalle della giovane contessa che ben presto dovette fare i conti con quanti ambivano ai suoi possedimenti. Fra questi, oltre a Siena ed Orvieto, il più intenzionato a strapparle la contea era il Papa, che non potendo agire per vie militari, costrinse Margherita a sposare suo cugino Loffredo Caetani. Ma il forte diniego di Margherita a cedere il potere indusse il Papa ad annullare anche questo matrimonio. In seguito sposò Orsello Orsini, il quale però morì dopo appena due anni dal matrimonio. Senza più la protezione degli Orsini, osteggiata dal Papa e con i senesi che premevano sui confini della contea, Margherita chiese aiuto a suo cugino, il conte Guido Aldobrandeschi di Santa Fiora, ghibellino e acerrimo nemico di Siena. Il matrimonio nel 1298 circa fra i due Aldobrandeschi e l'unificazione delle due contee, provocò la reazione militare di Siena.

### La disfatta e gli ultimi anni
Sconfitti e rifugiati nella rocca di Radicofani, i due Aldobrandeschi resistettero strenuamente ai senesi, tanto che in una sola battaglia uccisero quattrocento soldati nemici, ma infine capitolarono per l'intervento delle truppe papaline. Catturati e ridotti in ceppi, vennero privati di tutti i loro beni. La contea di Santa Fiora passò ai senesi, mentre quella di Sovana passò sotto il controllo del Papa. Nel frattempo Nello Pannocchieschi, succube del fascino di Margherita, aveva ottenuto nel 1303 dal Papa il permesso di prenderla in moglie. Di fronte alle insistenze, Margherita accettò di sposare Nello, ma anche questo matrimonio ebbe breve durata. Stanca di tanti accadimenti, alla morte di Bonifacio VIII Margherita lasciò Castel di Pietra e si rifugiò prima a Roma e poi a Orvieto. 
Sono sconosciuti data e luogo di morte.